# Stanisław Gosławski (zm. 1575)
Stanisław Gosławski  z  Markowa herbu Nałęcz (zm. w 1575 roku) – chorąży inowrocławski w latach 1565–1571.
Poseł województwa inowrocławskiego na sejm 1567 roku. 